# الکسی پتروویچ
الکسی پتروویچ (به روسی: Алексе́й Петро́вич) (۲۸ فوریه ۱۶۹۰ – ۷ ژوئیه ۱۷۱۸) پسر بزرگ پتر کبیر از همسر اولش اودوکسیا لوپوخینا و آخرین تزارویچ روسیه تزاری بود. روابط الکسی با پدرش دوستانه نبود و او بارها برنامه‌های پتر را برای جانشینی او بر تاج و تخت و دنبال کردن سیاست‌هایش زیر سؤال برد. فرار کوتاه الکسی به اتریش باعث رسوایی دولت روسیه و منجر به انتقام‌جویی‌های شدید علیه وی و همکارانش شد. الکسی پس از بازجویی در زیر شکنجه درگذشت و برادر ناتنی کوچک‌ترش پیتر پتروویچ وارث جدید روسیه تزاری شد.

## تولد و اوایل زندگی
الکسی در ۲۸ فوریه [سبک قدیمی: ۱۸ فوریه] ۱۶۹۰ در مسکو به دنیا آمد. او توسط مادرش اودوکسیا لوپوخینا بزرگ شد که به خودی خود، فضایی از انزجار را نسبت به پدرش تزار پتر ایجاد کرد. روابط الکسی با پدرش از نفرتِ بین او و مادرش نشأت می‌گرفت؛ زیرا برای او بسیار سخت بود که نسبت به بدترین شکنجه‌گر مادرش مهربان باشد. ازدواج پیتر با اودوکسیا که بی سر و صدا در ۲۷ ژانویه [سبک قدیمی: ۱۷ ژانویه] ۱۶۸۹ انجام شد، دو جوان کاملاً ناسازگار را گرد هم آورد. پیتر در آن زمان شانزده ساله و به‌طرز سیری‌ناپذیری کنجکاو و مشتاق آموختن از خارجی‌ها در مورد قایق‌سازی، دریانوردی و بسیاری از مهارت‌هایی بود که در روسیه آن زمان تقریباً ناشناخته بودند. در مقابل، همسر جوان او از یک خانواده سرسخت ارتدوکس مسکووی بود که همهٔ خارجی‌ها در نظرشان بدعت‌گذار بودند و بدعت‌های غربی را مورد بی‌احترامی قرار می‌دادند. اودوکسیا در واقع محصولی معمولی از همان شیوهٔ زندگی محافظه‌کارانه مسکووی بود که پتر در تمام دوران سلطنت خود با آن مبارزه می‌کرد. الکسی از سن ۶ تا ۹ سالگی تحت تعلیم معلم روسی خود ویازمسکی بود؛ اما پس از آن که مادرش به دستور تزار به صومعه پاکروفسکی تبعید شد، الکسی تحت مراقبت خارجیان تحصیل کرده محدود گشت که به او تاریخ، جغرافیا، ریاضیات و زبان فرانسه می‌آموختند.

## فعالیت و ازدواج
در سال ۱۷۰۳، به الکسی دستور داده شد که ارتش را به عنوان سرباز در یک هنگ توپخانه به میدان بیاورد. در سال ۱۷۰۴، او در تسخیر ناروا حضور داشت. در این دوره، بزرگان بیشترین انتظار را در مورد توانایی‌های تزارویچ داشتند. الکسی تمایل زیادی به باستان‌شناسی و کلیساشناسی داشت. با این حال، پیتر آرزو داشت که پسر و وارثش خود را وقف خدمت به روسیه جدید کنند و از او خواستار کار بی‌وقفه برای حفظ ثروت و قدرت تازه روسیه شد. از این رو، روابط دردناک بین پدر و پسر، کاملا جدا از ضدیت‌های شخصی قبلی، اجتناب ناپذیر بود. الکسی بدشانس بود که از زمان کودکی تا جوانی، سر پدرش آنقدر شلوغ بود که نمی‌توانست به او توجه کند. الکسی ناخواسته در میان بویارها و کشیشان مرتجعی رها شد که او را تشویق به نفرت از پدرش و آرزوی مرگ او کردند.

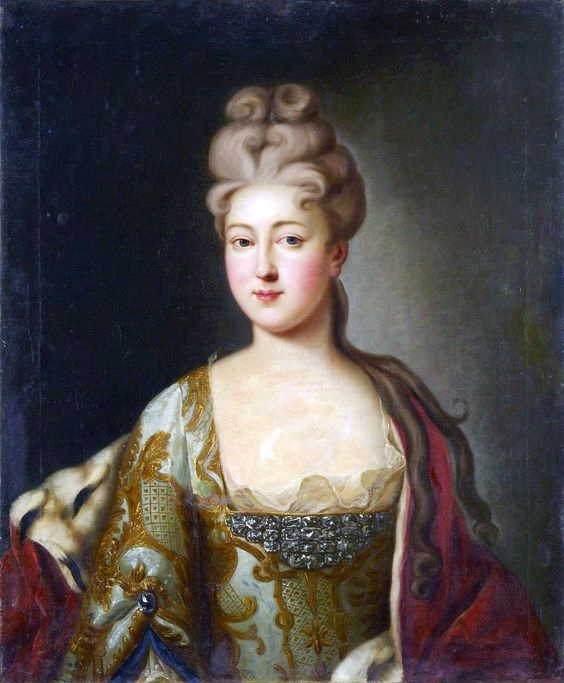
یک نگاره از سوفیا شارلوت

پتر در سال ۱۷۰۸، الکسی را به اسمولنسک فرستاد تا تدارکات و نیرو جمع‌آوری کند و پس از آن خود برای آماده کردن آنها در برابر کارل دوازدهم سوئد به مسکو رفت. در پایان سال ۱۷۰۹، الکسی برای یک سال به درسدن رفت و در آنجا دروس فرانسوی، آلمانی، ریاضیات و استحکامات را به پایان رساند. پس از تحصیل، الکسی در ۱۴ اکتبر [سبک قدیمی: ۳ اکتبر] ۱۷۱۱ با سوفیا شارلوت برونزویک-ولفنبوتل ازدواج کرد. روابط آنها تا ۶ ماه اول خوب پیش رفت؛ اما به سرعت در ۶ ماه بعد به شکست تبدیل شد. الکسی همواره مست و شارلوت را تحقیر می‌کرد. او اصرار بر اتاق‌های جداگانه داشت و به همسرش در ملاءعام بی‌توجهی می‌کرد.
سه هفته پس از ازدواج، الکسی با عجله توسط پدرش به تورون فرستاده شد تا بر تدارکات قوای روسیه در لهستان نظارت کند. تا دوازده ماه بعد، الکسی دائما در حال فعالیت بود. همسر وی در ماه دسامبر ۱۷۱۱ در تورون به او پیوست؛ اما در آوریل ۱۷۱۲ یک فرمان سلطنتی به او دستور داد که به ارتش در پومرانی ملحق شود و در پاییز همان سال، وی مجبور شد پدر خود را در سفر بازرسی از مسیر فنلاند همراهی کند.
الکسی پتروویچ دو فرزند از شارلوت داشت: ناتالیا آلکسیونا رومانوفا (۲۱ ژوئیه ۱۷۱۴–۳ دسامبر ۱۷۲۸) و پیتر آلکسیوویچ رومانوف (۲۳ اکتبر ۱۷۱۵–۳۰ ژانویه ۱۷۳۰). پس از تولد دختر او ناتالیا در سال ۱۷۱۴، الکسی معشوقه قدیمی و فنلاندی خود آفروسینیا را برای زندگی به قصر آورد. ممکن است مخالفت پایگاه قدرت محافظه‌کار او با همسر خارجی و غیر ارتدوکسش شارلوت، بیشتر از ظاهر خودش باعث طرد شدن وی از سوی الکسی بوده باشد. پیتر آلکسیوویچ در سال ۱۷۲۷ و پس از مرگ بی‌وارث کاترین یکم، توانست به عنوان پتر دوم، سومین امپراتور روسیه شود. اما با مرگ زودهنگام او در سال ۱۷۳۰، وراثت مستقیم مردانه در دودمان رومانوف برای همیشه منقرض شد.

## افزایش تنش‌ها

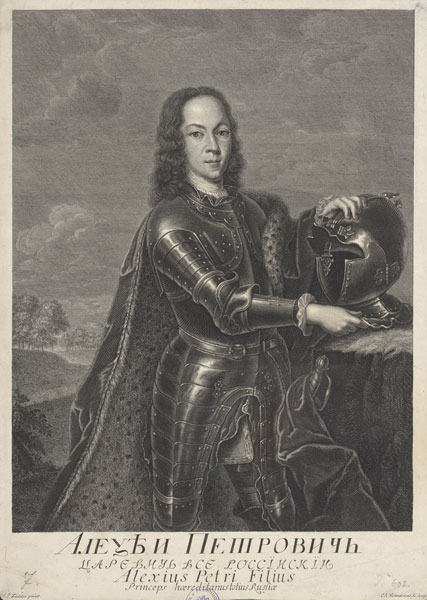
یک نگاره از الکسی پتروویچ

بلافاصله در هنگام بازگشت از فنلاند، الکسی به فرمان پدرش به استارایا روسا و دریاچه لادوگا اعزام شد تا به ساختمان کشتی های جدید مراجعه کند. این آخرین ماموریتی بود که به او واگذار شد؛ زیرا پتر از عملکرد پسرش و عدم اشتیاق وی راضی نبود. وقتی پیتر از الکسی خواست تا پیشرفت خود را در مکانیک و ریاضیات نشان دهد، او با شلیک یک گلوله تپانچه به دست راستش خود را داد و پتر دیگر به او علاقه‌ای نشان نداد. با این وجود، پتر آخرین تلاش خود را برای سربه‌راه کردن پسرش انجام داد. در ۲۲ اکتبر [سبک قدیمی: ۱۱ اکتبر] ۱۷۱۵، شارلوت پس از به دنیا آوردن پسری به نام پیتر، درگذشت. در روز تشییع جنازه، تزار نامه‌ای سخت برای الکسی فرستاد و از او خواست که به امور دولت توجه کند. پیتر او را تهدید کرد که اگر به برنامه‌های پدرش رضایت ندهد، او را از وراثت خلع خواهد کرد. الکسی پاسخی سرد به پدرش نوشت و پیشنهاد داد که از جانشینی او به نفع پیتر (کودک تازه متولد شده تزار) چشم‌پوشی کند. تزار موافقت کرد، اما به شرطی که الکسی خود را از تمام ادعاهای سلطنتی محروم کند و تبدیل به یک راهب شود.
درحالی‌که الکسی مشغول فکر کردن به گزینه‌های خود بود، در ۲۶ اوت [سبک قدیمی: ۱۵ اوت] ۱۷۱۶ پیتر برای او نامه‌ای نوشت و از او خواست که اگر می‌خواهد تزارویچ بماند، بدون تأخیر به او و ارتش بپیوندد. الکسی (که احساس خطر کرده بود) به جای اینکه تبعیت کند، به وین گریخت و خود را تحت حمایت برادرزنش، کارل ششم، امپراتور مقدس روم قرار داد که او را برای امنیت ابتدا به قلعه تیرول در نزدیکی رویت و در نهایت به قلعه‌ای در ناپل فرستاد. آفروسینیا هم او را در طول سفر همراهی می‌کرد. اینکه امپراتور صمیمانه با الکسی همدردی می‌کرد و به پتر در داشتن نقشه قتل علیه پسرش مظنون بود، از نامه محرمانه‌اش به جرج یکم پادشاه انگلیس که در مورد این ماجرای ظریف با او مشورت کرد، آشکار است. در آن سو، پتر احساس توهین کرد: فرار تزارویچ به یک مقام خارجی یک رسوایی و بی‌آبرویی بود که باید به هر قیمتی بازیابی می‌شد و الکسی به روسیه بازگردانده می‌شد. این کار دشوار توسط کنت پیتر تولستوی، موذی‌ترین و خشن‌ترین خدمت‌گزار تزار انجام شد.

## عاقبت

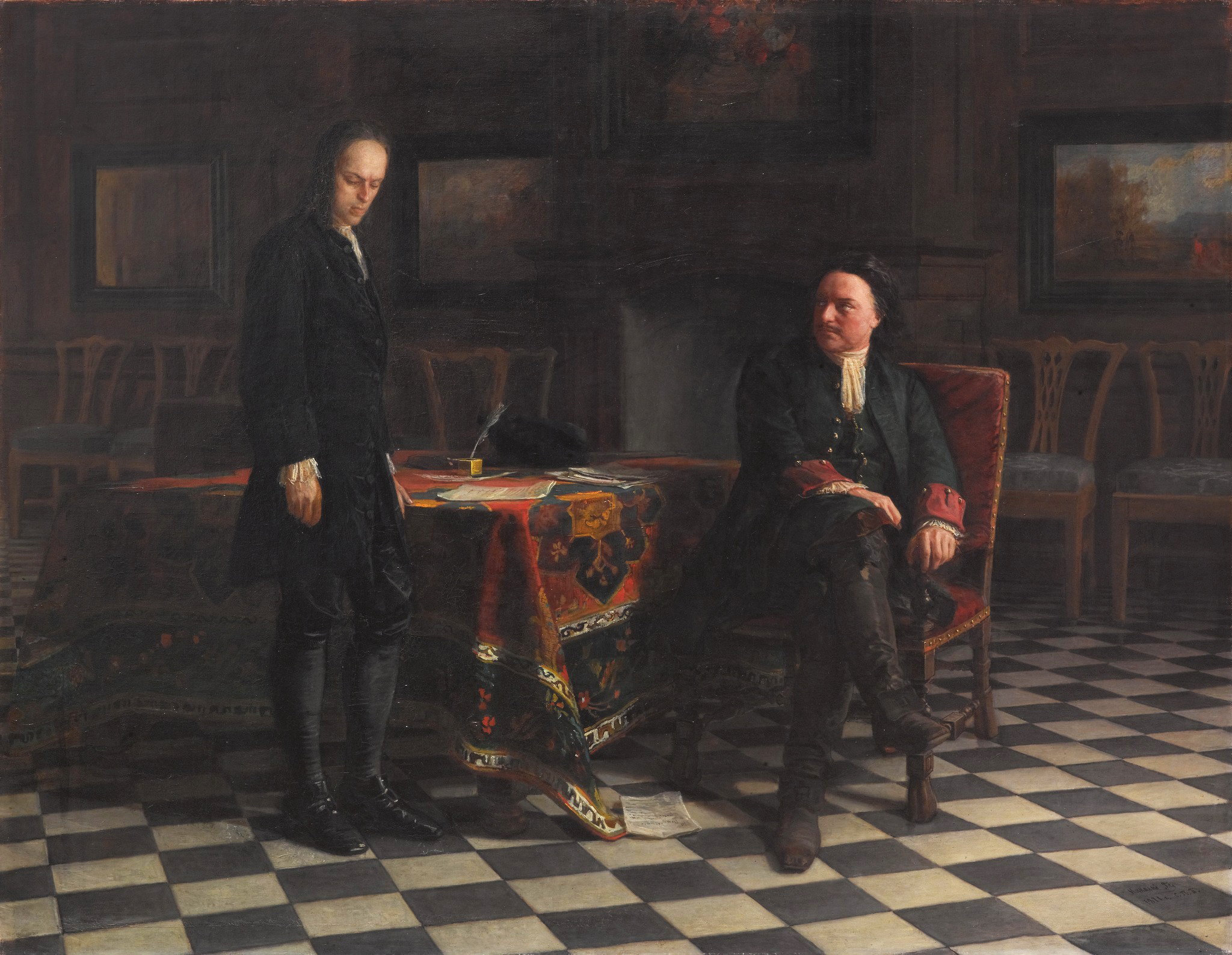
نگارهٔ پتر کبیر در حال بازجویی از تزارویچ الکسی پتروویچ اثر نیکلای گیه در ۱۸۷۱م

الکسی تنها در صورتی به بازگشت رضایت داد که پدرش قسم بخورد در صورت بازگشتش او مجازات نخواهد شد و اجازه خواهد داشت با آرامش در املاک خود زندگی و با آفروسینیا ازدواج کند. تزار این شرایط را پذیرفت. در ۳۱ ژانویه [سبک قدیمی: ۲۰ ژانویه] ۱۷۱۸، تزارویچ به مسکو رسید. پیتر قبلاً تصمیم گرفته بود که یک بازجویی به منظور درک دلایل فرار الکسی تشکیل دهد. در ۱۸ فوریه اعترافاتی از الکسی گرفته شد که بیشتر دوستانش را درگیر کرد و سپس او به‌طور علنی از جانشینی تاج و تخت به نفع برادر کوچک‌ترش پیتر آلکسیوویچ چشم پوشی کرد. سپس سلطنت بی‌رحمانه‌ای از وحشت به وجود آمد که در جریان آن، تزاریتسا اودوکسیا از صومعه‌اش بیرون کشیده شد و به اتهام زنا مجازات شد. دوستان الکسی را به سیخ کشیدند یا به شکل دیگری شکنجه کردند و خدمتکاران او را سر یا زبان بریدند. همه این کارها برای ایجاد رعب و وحشت در مرتجعین و منزوی کردن تزارویچ انجام شد.
در آوریل ۱۷۱۸ اعترافات تازه‌ای از الکسی و در رابطه با او گرفته شد.  این ازجمله شامل سخنان آفروسینیا بود که ظاهراَ اعتراف کرده بود الکسی به او گفته است:
من پیرمردها (دولتمردان سنتی) را بر می‌گردانم و سیاست‌ها را مطابق میل خودم انتخاب کنم. هنگامی که من حاکم شوم، در مسکو زندگی خواهم کرد و سنت پترزبورگ را به سادگی مانند هر شهر دیگری ترک می‌کنم. من هیچ کشتی را به آب نمی‌اندازم. من ارتش را فقط برای دفاع از کشور نگه می‌دارم و با کسی جنگ نخواهم کرد. من از شیوه استان‌داری قدیمی راضی خواهم بود. در زمستان، من در مسکو و تابستان در ایروسلاول زندگی خواهم کرد.
با وجود این و سایر شواهد شنیده شده، هیچ مدرک مستقیمی علیه تزارویچ وجود نداشت. بدترین جرمی که می‌شد علیه الکسی وارد کرد این بود که آرزوی مرگ پدرش را داشت. از نظر پیتر، پسرش اکنون یک خائن خود محکوم و خطرناک بود که زندگی اش از دست رفت. با این حال، تزار قسم خورده بود که در صورت بازگشت به روسیه، او را عفو می‌کند و اجازه می‌دهد در آرامش زندگی کند. کل ماجرا در ۱۳ ژوئن [سبک قدیمی: ۲ ژوئن] ۱۷۱۸ به‌طور رسمی به شورای بزرگی از پیشوایان، سناتورها، وزرا و دیگر مقامات بلندپایه ارائه شد. روحانیون به نوبه خود، با اعلام اینکه این یک امر مدنی و نه کلیسایی است، موضوع را به تصمیم شخص تزار واگذار کردند.
در ظهر ۵ ژوئیه، مقامات دادگاه (۱۲۶ عضو سنا و قضات که دادگاه را تشکیل می دادند) الکسی را مجرم اعلام و او را به اعدام محکوم کردند. با این حال، پیتر همچنان مصر بود برای کشف تبانی احتمالی، به شکنجه وی ادامه دهد. در ۳۰ ژوئن، تزارویچ ضعیف و بیمار، بیست و پنج ضربه شلاق خود و سپس در ۵ ژوئیه، پانزده ضربه دیگر به او زده شد. سرانجام در ۷ ژوئیه [سبک قدیمی: ۲۶ ژوئن] ۱۷۱۸، الکسی در قلعه پیتر و پاول در سنت پترزبورگ و دو روز پس از آنکه مجلس سنا او را به اتهام توطئه علیه پدرش و امیدواری به همکاری رعایا و مداخله مسلحانه برادرزنش امپراتور چارلز ششم، به مرگ محکوم کرد، بر اثر شکنجه درگذشت.
الکسی پتروویچ آخرین تزارویچ روسیه تزاری بود که در همان قلعه پیتر و پاول به خاک سپرده شد.